# 저스티파이드 (드라마)
저스티파이드(Justified)는 2010년부터 2015년까지 방영된 텔레비전 드라마이다.